# Кобтаун (Џорџија)
Кобтаун (Џорџија) (енгл. Cobbtown) град је у америчкој савезној држави Џорџија. По попису становништва из 2010. у њему је живело 351 становника.

## Демографија
Према попису становништва из 2010. у граду је живело 351 становника, што је 40 (12,9%) становника више него 2000. године.
| Група             | 2000.       | 2010.       |
| Белци             | 269 (86,5%) | 308 (87,7%) |
| Афроамериканци    | 30 (9,6%)   | 20 (5,7%)   |
| Азијати           | 0 (0,0%)    | 0 (0,0%)    |
| Хиспаноамериканци | 11 (3,5%)   | 14 (4,0%)   |
| Укупно            | 311         | 351         |